# Цаллаговы
Цалла́говы (осет. Цæллагтæ, Цæллагатæ) — осетинская фамилия.

## Антропонимика
Фамилия происходит от имени основателя фамилии Цаллага. Из осетинского цæллаг — ‘продукты для угощения, пира; то, что предназначается для угощения, пира, еды’.

## Происхождение
Подробная генеалогическая таблица Цаллаговых на сегодняшний день насчитывает 11-12 колен в разных ветвях родословного древа. Из этого следует что родоначальник фамилии, принадлежавший к колену Сидамонта, жил примерно 360—400 лет тому назад. Примерно к этому времени, согласно преданиям, относится и постройка крепости (осет. Цæлладжы фидар) на левом берегу Ардона, в Алагирском ущелье на горе Урсхох. Позднее Цаллаг в поисках более удобного места спустился к подножью горы и обосновался у родника в местечке под названием Цыфджын. Развалины построенного им каменного жилища можно увидеть и в наши дни. На новом месте Цаллаг обзавелся семьей и стал отцом пятерых сыновей, известны их имена — Тко, Сосланбег, Ларсен, Дзабег и Мамсыр. С увеличением численности семьи возникла потребность в расширении хозяйства. С этой целью Цаллаг с домочадцами перебрался на правый берег Ардона и на довольно удобном участке между Уналдоном и Майрамдоном основал новое селение Унал.

## География
Со временем Цаллаговы стали переселяться в другие общества Осетии. В частности, старший сын родоначальника фамилии был Тко, он перебрался в аул Четырс, а часть его потомства — в селение Уалваз (Кумлисцихе). Помимо Трусовского ущелья, Цаллаговы также участвовали в переселении на равнинные земли, сегодня они живут во многих селах и городах — Лаба, Тамиск, Алагир, Красногор, Гизель, Заманкул, Ольгинское, Хумалаг, Владикавказ, Новоосетинская.

## Генеалогия
Арвадалта
Дауровы, Мисиковы, Суановы
Генетическая генеалогия
Цаллагов (3) — G2-P18 > G-GG330

## Известные носители
- Борис Владимирович Цаллагов (1922—2005) — генерал-майор юстиции, заслуженный юрист РСФСР, военный прокурор.
- Владимир Николаевич Цаллагов (1946) — генерал-майор таможенной службы, первый руководитель Северо-Осетинской таможни.
- Коста Кириллович Цаллагов (1895—1938) — активный участник революционных событий в Северной Осетии.
- Эмилия Максимовна Цаллагова (1947) — советская и российская оперная певица (сопрано), народная артистка России.

### Военные
- Пантелей Константинович Цаллагов (1918—2009) — советский и российский военный деятель, контр-адмирал.

### Образование
- Зарифа Борисовна Цаллагова (1954) — доктор педагогических наук, профессор, ведущий научный сотрудник отдела Кавказа ИЭА РАН.
- Эмма Борисовна Цаллагова (1949—2020) — осетинская поэтесса, переводчик, член Союза писателей России, кандидат педагогических наук.

### Спорт
Сумо
- Давид Арсамагович Цаллагов (1983) — заслуженный мастер спорта по сумо, чемпион мира (2002), чемпион Европы (2002, 2003, 2004, 2005).

Футбол
- Асланбек Казбекович Цаллагов (1995)
- Дзамболат Анатольевич Цаллагов (2000)
- Ибрагим Юрьевич Цаллагов (1990)
- Марат Сосланович Цаллагов (1982)